# Вылчи-Дол
Вылчи-Дол (болг. Вълчи дол) — город в Болгарии. Находится в Варненской области, входит в общину Вылчи-Дол. Население составляет 3597 человек.

## Политическая ситуация
Кмет (мэр) общины Вылчи-Дол — Веселин Янчев Василев (независимый) по результатам выборов.

## Знаменитые уроженцы
- Петко Сираков (р.1929) — борец, чемпион мира, призёр Олимпийских игр